# Chris Maresh
Chris Maresh é um baixista estadunidense, eleito por três vezes o baixista do ano na premiação Austin Chronicle Music Awards.
Em 2002, a canção Rain (gravada pela banda Alien Love Child no álbum Live and Beyond), composta por Maresh, foi indicada ao Grammy Award como Melhor Performance de Rock Instrumental.
Em 2011, Chris foi eleito para ser o garoto propaganda da Fender, no video promocional do 60o Aniversário do baixo "Fender Precision Bass".

## Discografia

### Solo
- 2002 - Tomorrow
- 2004 - Side Street

### ComAlien Love Child
- 2000 - Live and Beyond

### ComTerry Bozzio
- 2008 - Terry Bozzio: Live with the Tosca Strings

### Outros Trabalhos
- 2014 - Eclectic - de Eric Johnson e Mike Stern

## Prêmios e Indicações

### Austin Chronicle Music Awards
Fonte:Austin Chronicle
- 2001-02: Best Bass Guitar
- 2004-05: Best Bass Guitar
- 2005-06: Best Bass Guitar